# Concierto de Año Nuevo de Viena
El Concierto de Año Nuevo (en alemán: Das Neujahrskonzert der Wiener Philharmoniker) de la Orquesta Filarmónica de Viena es un concierto que tiene lugar cada año en la mañana del 1 de enero en la Sala Grande o Sala Dorada (Große Saal o Goldener Saal) de la Musikverein de Viena, Austria. Es transmitido en todo el mundo para una audiencia potencial estimada en 50 millones de personas en 54 países. Cada año, el mismo programa se interpreta también el 30 de diciembre ("ensayo general") y el 31 de diciembre como "Concierto de San Silvestre" (Sylvesterkonzert).
La música es, en su mayor parte, de la familia Strauss: de Johann Strauss (padre) y de sus tres hijos Johann Strauss (hijo), Josef Strauss y Eduard Strauss. 
El concierto siempre termina con varios bises después del programa principal (propinas que no están incluidas en el programa). Los músicos entonces desean colectivamente un feliz año nuevo (Prosit Neujahr) y terminan con el vals El Danubio azul de Johann Strauss hijo, seguido de la Marcha Radetzky, de Johann Strauss padre. Durante esta última obra, la audiencia aplaude al compás y el director se vuelve para dirigirla, durante breves instantes, en lugar de a la orquesta. Un quiebro en la tradición en tiempos recientes fue durante la edición de 2005, dirigida por Lorin Maazel, cuando se invirtió el orden de las dos últimas obras, acabando el programa con el vals El Danubio azul como una señal de respeto por las víctimas del terremoto del océano Índico de 2004.

## Historia del concierto
Los inicios

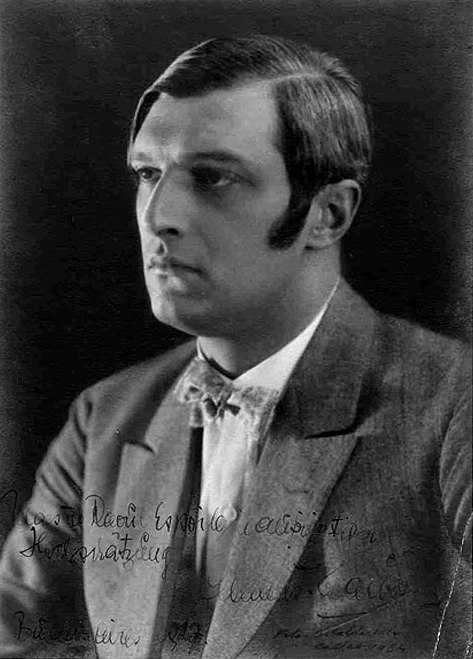
Clemens Krauss.

El concierto se celebró por primera vez el 31 de diciembre de 1939 (con un ensayo público el día anterior), como "concierto extraordinario" (Außerordentliches Konzert). Su celebración estuvo promovida por el entonces ministro de Ilustración Pública y Propaganda de la Alemania nazi, aunque sus fines reales no eran únicamente propagandísticos, ya que gran parte del dinero recaudado se destinó a financiar el esfuerzo bélico nazi, bajo la supervisión del ministro de Propaganda Joseph Goebbels. En ese momento, Austria ya había sido anexionada por la Alemania nazi (1938). Se concibió como un homenaje de las provincias orientales al Estado alemán. Fue dirigido por Clemens Krauss. En este caso solo se interpretaron obras de Johann Strauss (hijo), a excepción de la "Pizzicato Polka", compuesta al alimón entre él y su hermano Josef, y concluyó con la obertura de Die Fledermaus. No se interpretó ni "El danubio Azul" ni la "Marcha Radetzky".
El siguiente concierto se celebró el 1 de enero de 1941, recibiendo ya el título definitivo de "Concierto de Año Nuevo". Krauss se hizo cargo de la dirección del concierto cada año hasta su muerte, salvo dos años en los que cedió la batuta a Josef Krips. Durante aquellos años se consolidó el que sería por mucho tiempo el repertorio habitual, a base de obras de los hermanos Strauss (Johann, Josef y en menor medida Eduard) y su padre Johann I. Así, en 1941 se interpretaron por primera vez tres obras de Josef, la polka rápida "Eingesendet", el vals "Frauenwürde" y la polka francesa "Moulinet". En 1943 se interpretaría por vez primera una polka-mazurca, "Die Libelle", de Josef Strauss. La primera interpretación de El Danubio Azul tendría lugar en 1944, en 1946 llegaría el turno de la "Marcha Radetzky". Por aquel entonces se establecieron las obras que podríamos considerar "canónicas" del Concierto, si bien algunas que entonces eran habituales, como la polka "I Tipferl" o el vals "Neu Wien", con coro masculino, han quedado absolutamente olvidadas en los programas de las últimas décadas.
La consolidación de una tradición. La etapa de Boskovsky
A partir de 1954, la dirección la asumió el primer violín de la orquesta, Willi Boskovsky, que se mantuvo en el puesto durante 24 años. En 1958, Boskovsky introdujo la tradición de acabar el concierto con El Danubio Azul y la Marcha Radetzky, si bien ya eran interpretadas con bastante asiduidad al final del concierto durante los últimos años. La primera parte de la etapa boskovskiana del Concierto de Año Nuevo se caracterizó, en el aspecto programático, por una menor variedad en las obras interpretadas, ya que en tiempos de Krauss se incluían muchos años obras infrecuentes, tradición que en parte desapareció con Boskovsky, quien se ciñó, salvo excepciones, al aproximado medio centenar de obras más habituales. Es justo decir, en cualquier caso, que algunas de estas obras habituales fueron introducidas por él. Un ejemplo es la "Explosions-Polka"
Se amplía el elenco de compositores
Sin embargo, con los años 60 se produjo un cierto "aperturismo". Así, en 1962 fue interpretada por vez primera una obra de Joseph Lanner, primer compositor ajeno a la familia Strauss que sonaba el 1 de enero en Viena, y en 1964 ocurría lo propio con Eduard Strauss, olvidado hasta entonces. Fue con la polka rápida "Bahn frei!". Un año después, los oyentes del Concierto podrían escuchar por primera vez una obra de Johann Strauss padre diferente a la "Marcha Radetzky", sería el vals "Loreley Rheinklänge". Siguiendo con las novedades, en 1970 se escuchó la primera Quadrille del Concierto. Sería la "Schützen-Quadrille", compuesta al alimón por los 3 hermanos Strauss, y que solo volvería a incluirse una vez más. En 1972 se incluyó por vez primera a Carl Michael Ziehrer. Por el contrario, el de 1975 fue un concierto prácticamente monográfico de Johann Strauss II (salvo por la "Marcha Radetzky"), mientras que 1977 estaría dedicado en gran medida a su hermano Josef. En 1978 fue el primer año en el que se interpretó algún compositor ajeno al mundo del vals vienés, fue el caso de Franz Schubert. En 1979, Boskovsky dirigió su último Concierto. Fue una velada de novedades (se tocó, por primera vez, una obertura de Franz von Suppé) y de despedidas, la del propio director y la de alguna obra que no se volvió a interpretar (la anteriormente citada Loreley-Rheinklänge, así como la Polka Rudolfsheimer). La huella de Boskovsky será recordada siempre por los aficionados a este Concierto, quienes lo consideran como el artífice de algunas de las lecturas más adecuadas de estas músicas. 
Los primeros 80. Maazel en el podio
A partir de 1980 asumió la dirección del Concierto de Año Nuevo el entonces director de la Ópera Estatal de Viena, Lorin Maazel. En su primer año a la batuta, trajo como principal novedad la inclusión de la Obertura de "Orfeo en los Infiernos" de Jacques Offenbach. 1982 fue un año de bastantes novedades para lo habitual en la época, un total de 4. Entre ellas destaca la obertura de "Las alegres comadres de Windsor" de Otto Nicolai, fundador de la Orquesta Filarmónica de Viena. En 1984 se interpretó, la obertura de "Poeta y campesino" de Suppé, que no volvería a darse hasta 2021. También fue la última ocasión de un clásico, la polka "Heiterer Muth", hasta que pudo volver a escucharse en el concierto de 2023. En 1985 vería la aparición sorpresiva de música de Hector Berlioz. El balance de Maazel en el Concierto de Año Nuevo fue bueno por lo general, aun pecando de algo irregular. En lo tocante a los programas, se limitó a seguir la tradición. Así, años como 1981 o 1986 fueron huérfanos de novedades programáticas.
La etapa moderna
A partir de 1987, cuando la orquesta concedió el honor de dirigir el concierto a Herbert von Karajan, se decidió que cada año dirigiera el concierto un director invitado distinto. Así, el gran director austríaco condujo uno de los más recordados Conciertos de Año Nuevo, si bien el programa fue absolutamente tópico, sin ninguna novedad, ni siquiera una obra que pueda tildarse de infrecuente. Sería el último concierto en el que se diese tal situación.
En 1988 y 1991 correspondieron a Claudio Abbado. En la primera ocasión pudo escucharse la segunda Quadrille de la historia del certamen. Su segundo concierto será recordado por la inclusión de varios compositores ajenos totalmente al mundo del vals vienés: Schubert (que ya había sonado en 1978), Mozart y, quizá lo más sorprendente, Gioacchino Rossini con la obertura de La gazza ladra.
Dos de los conciertos más recordados son los que dirigió en 1989 y 1992 Carlos Kleiber. Su estilo eléctrico cautivó a los oyentes. En cuanto a programa, podemos asumir que se trata de una revisión de las principales obras straussianas (únicamente se interpretó "Las alegres comadres de Windsor" de otro compositor), si bien no exenta de novedades como la "Polka Campesina" en 1989, acompañada por las voces de los intérpretes. El vals "Bei uns z'Haus", habitualmente acompañado de coro masculino, y muy usual en tiempos de Boskovsky, se interpretó aquel año para curiosamente no volver a aparecer más.
Años 90. La "triple M" 
En 1990, turno para Zubin Mehta. Su primera aparición en el podio vendría acompañada de varias novedades, lo mismo se puede decir de 1995 cuando volvió a dirigir el concierto. De 1993 a 2000 estuvieron dominados por la "triple M": Lorin Maazel, Zubin Mehta y como novedad Riccardo Muti. Por estas fechas se inició la retransmisión íntegra del concierto, ya que hasta 1992 solo se emitía la segunda parte (en España no se pudo disfrutar del concierto en su integridad hasta 2000); en relación con esto, el concierto adopta su formato actual: una primera parte más corta (6 obras habitualmente) y una segunda más larga (11-13 obras, además de las propinas de rigor), no faltando a la cita varias novedades anuales. Ésta fue la pauta que siguieron, por lo general, los conciertos de la década de los 90. No se estrenó ningún nuevo compositor hasta 1997 (Joseph Hellmesberger), y el programa consta de obras más o menos habituales aderezadas con 4-6 primicias. En 1999, debido al centenario de la muerte de Johann Strauss hijo, el programa fue casi monográfico de él.
Harnoncourt, Ozawa y el retorno de la triple M
Con la llegada de los 2000 el concierto, si bien seguiría manteniendo su formato habitual, se abrió a un mayor número de novedades sin perder su esencia. Dos nuevos directores debutarían en el podio los dos primeros años de la década: Nikolaus Harnoncourt y Seiji Ozawa. El primero de ellos volvería a aparecer en 2003 y sus conciertos se caracterizaron por la búsqueda de matices y por una interpretación más personal de lo habitual, lo que los convierte en únicos. En 2001 se incluyó, al principio del concierto, la versión original de la Marcha Radetzky, además de un homenaje a Lanner con tres obras; por su parte, en 2003 se interpretarían dos obras de Johannes Brahms y de Carl Maria von Weber, en esta última obra el público aplaudió en un "falso final". En 2002, Ozawa ofreció, en la que sería su única aparición el 1 de enero, un programa más habitual y también en un estilo mucho más cercano al habitual en estos conciertos.
La mitad de la década vería reaparecer a Muti, Maazel y Mehta en 2004, 2005 y 2007 respectivamente. El italiano innovó con seis obras de Johann padre por mor de su bicentenario, muchas de ellas inéditas, mientras que en 2007 Mehta destacó por incluir otras tantas páginas de Josef. El concierto de 2005, de corte más ortodoxo, tuvo un componente nostálgico por ser el último dirigido por un Maazel ya anciano; además, y debido a los efectos del reciente Terremoto del océano Índico de 2004 y los tsunamis posteriores a éste, como señal de duelo no se interpretó la Marcha Radetzky, en una situación inédita desde su establecimiento como propina.
El final de los 2000 y el inicio de los 2010
En la segunda mitad de la década de los 2000 se renovó nuevamente el elenco de directores habituales del Concierto. En 2008 y 2010 la Filarmónica de Viena sorprendió eligiendo a un director poco mediático como Georges Prêtre y muchos desconfiaron de su buen hacer  pero el francés sorprendió con dos conciertos extraordinarios, con un uso del rubato que en palabras del comentarista José Luis Pérez de Arteaga recordaron a Kleiber. En el primero de ellos, el programa estuvo dedicado a obras de la familia Strauss con vínculo francés como la "Marcha de Napoleón" (que llevaba 40 años sin interpretarse) o el "Vals París", culminado por los acordes de La Marseillaise. Entre ellos, Daniel Baremboim, que volvería en 2014 ofreciendo un concierto muy aplaudido por el público y la crítica, no tanto el de 2009, que pasó sin pena ni gloria, si bien en 2009 se tocó un fragmento de una sinfonía de Franz Joseph Haydn
El concierto de 2015 dirigido por Zubin Mehta fue especial por ser su despedida y por la elegancia de ejecución, destacando una brillante "Un día en Viena". En 2016 dirigió Maris Jansons un concierto alegre y festivo contando con los niños cantores de Viena, sin duda el mejor de los tres conciertos de Jansons. En el 2017 llegó Gustavo Dudamel, al que muchos llamaron el huracán venezolano, pero quedó en una brisa al apenas interpretar valses, destacando la interpretación de Pique Dame, obertura de Suppé. En el 2018 vuelve Riccardo Muti tras 14 años ausentes y ofreció un sensacional concierto con antológicas interpretaciones como "Ciudad y campo". Luego vendrían "El sexenio oscuro del Concierto de año nuevo", con unos conciertos mediocres y olvidables consecutivos. 19, Tieleman, muy serio y sin conexión con el público, 20 Adris Nelson con un concierto realmente vulgar donde hubo entradas a destiempo de algunos instrumentos, 21 excepcional concierto de Muti sin público, el del 22 Con un Baremboin literalmente infiltrado que ofreció una música anodina, 23 un Franz Weltzer Most que innovó todas las piezas del concierto, y en algo tan tradicional no suele ser bueno, y el 24 también con piezas interpretadas por primera vez que dificultaron que se pudiera conectar con la magia del Neujahrskonzer de toda la vida. De repente "VUELVE EL CONCIERTO DE AÑO NUEVO" en 2025 con Ruccardo Muti con una versión sosegada, madura y profunda con un rubatto experto de las melodías de toda la vida.
En 1991, por primera vez en la historia del "Neujahrskonzert", se interpretaron obras de Mozart: dos contradanzas KV 609 y la danza alemana KV 605 n.º 3 "Paseo en trineo" (Schlittenfahrt), como homenaje al compositor al conmemorarse ese año el bicentenario de su fallecimiento. Del mismo modo, en 2013, año del bicentenario del nacimiento de Wagner y Verdi, se tocaron sendas obras de ambos compositores.
El "Concierto de San Silvestre" (Sylvesterkonzert), con el mismo programa del de Año Nuevo, se celebra desde el 31 de diciembre de 1952, y el ensayo general, o "preaudición" (Voraufführung), desde el 30 de diciembre de 1962, entonces como un concierto privado para miembros de las Fuerzas Armadas de Austria, y desde 1998 con parte del aforo a la venta para el público.
A partir de 1959 el concierto se transmitió en directo por televisión, primero por la emisora local ORF, y después por Eurovisión a toda Europa y gran parte del mundo. Por ejemplo el 1 de enero de 2013, el concierto fue retransmitido en ZDF en Alemania, France 2 en Francia, BBC Two en el Reino Unido, Rai 2 en Italia (en diferido varias horas), RSI La 1 en Suiza, La 1 en España, ČT2 en Chequia y TVP2 en Polonia, entre otros canales. Durante varios años el concierto ha sido retransmitido para Estados Unidos por PBS. Comenzando en 2006, una serie de países africanos (Botsuana, Lesoto, Malaui, Mozambique, Namibia, Zambia y Zimbabue) e hispanoamericanos (Ecuador, Bolivia, Chile, México, Guatemala y Uruguay) lo retransmiten a sus telespectadores. En la edición de 2013 fueron 81 los países a los que fue transmitido. En 2010 el concierto fue transmitido por primera vez en directo en alta definición y a través de Internet. Es el concierto más visto en televisión de todo el año.
Novedades en 2020: Con motivo del 250⁰ aniversario del nacimiento de  Beethoven se interpretaron seis de las 12 Contradanzas, que fueron además coreografiadas por el español José Carlos Martínez. Por otro lado, la tradicional Marcha Radetsky fue interpretada con unos arreglos distintos a los habituales, ya que estos fueron compuestos por Leopold Weninger de clara ideología nazi, y la Filarmónica de Viena trata, desde 2013, de romper vínculos con el nazismo.
El Concierto de Año Nuevo de 2021, bajo la dirección de Riccardo Muti se celebró sin público en la Sala Dorada del Musikverein por causa de la Pandemia de COVID-19, una edición del concierto de Año Nuevo que contó con 7 novedades en el programa y con el debut del compositor Karel Komzák II, así, fue interpretado su vals “Bad’ner Mad’ln” o “Muchachas de Baden”. Hasta el presente actual el Concierto de año nuevo nunca ha sido dirigido por una mujer. En 2025 el designado es nuevamente Riccardo Muti que tendrá 83 años, aunque muchas fuentes apuntan a que la eminente directora australiana Simone Young podría convertirse en la primera mujer en hacerlo dada su estrecha colaboración con la Filarmónica de Viena.

## Ballet
En 2007 se pudo presenciar cómo, por primera vez, una pareja de bailarines ejecutaba en directo, desde los salones y pasillos de la Musikverein el vals de El Danubio Azul, acabando en el salón principal de conciertos saludando al director de orquesta. Fueron la española Lucía Lacarra y su marido, Cyril Pierre, que insistieron en que se hiciera de ese modo, ya que hasta entonces todas las secuencias de ballet que emitía la ORF estaban previamente grabadas. Desde aquella ocasión se ha repetido una actuación similar en casi todas las ediciones (en 2010, 2013 y 2016 no se hizo).
Además del Danubio azul, durante la presentación del 1 de enero se muestran por televisión dos o tres piezas del concierto bailadas. 

## Directores del Concierto de Año Nuevo
Los siguientes directores de orquesta figuran en el cuadro en orden de elección temporal.
| Director                         | Ediciones dirigidas                      | N.º |
| -------------------------------- | ---------------------------------------- | --- |
| Clemens Krauss (1893-1954)       | 1939, 1941-1945, 1948-1954               | 13  |
| Josef Krips (1902-1974)          | 1946-1947                                | 2   |
| Willi Boskovsky (1909-1991)      | 1955-1979                                | 25  |
| Lorin Maazel (1930-2014)         | 1980-1986, 1994, 1996, 1999, 2005        | 11  |
| Herbert von Karajan (1908-1989)  | 1987                                     | 1   |
| Claudio Abbado (1933-2014)       | 1988, 1991                               | 2   |
| Carlos Kleiber (1930-2004)       | 1989, 1992                               | 2   |
| Zubin Mehta (1936)               | 1990, 1995, 1998, 2007, 2015             | 5   |
| Riccardo Muti (1941)             | 1993, 1997, 2000, 2004, 2018, 2021, 2025 | 7   |
| Nikolaus Harnoncourt (1929-2016) | 2001, 2003                               | 2   |
| Seiji Ozawa (1935-2024)          | 2002                                     | 1   |
| Mariss Jansons (1943-2019)       | 2006, 2012, 2016                         | 3   |
| Georges Prêtre (1924-2017)       | 2008, 2010                               | 2   |
| Daniel Barenboim (1942)          | 2009, 2014, 2022                         | 3   |
| Franz Welser-Möst (1960)         | 2011, 2013, 2023                         | 3   |
| Gustavo Dudamel (1981)           | 2017                                     | 1   |
| Christian Thielemann (1959)      | 2019, 2024                               | 2   |
| Andris Nelsons (1978)            | 2020                                     | 1   |
| Yannick Nézet-Séguin (1975)      | Elegido para dirigirlo en 2026           | 0   |

## Asistencia al concierto
Debido a la gran demanda de localidades para asistir a este concierto, las entradas se adjudican por un sorteo. Durante el mes de febrero, los interesados presentan su solicitud en la página web de la Filarmónica de Viena, especificando si desea asistir al concierto de Año Nuevo (1 de enero), al de San Silvestre (31 de diciembre) o al Ensayo General (30 de diciembre), todos con los mismos intérpretes y programa (se puede solicitar para los tres, pero en peticiones separadas). Una vez concluido el periodo de solicitud se realiza el sorteo y se comunica a los agraciados el resultado. Los precios de las localidades para el concierto de 2017 oscilaron entre los 35 y los 1090 euros para el concierto de Año Nuevo, entre 25 y 800 para el de San Silvestre y entre 20 y 450 para el ensayo general.

## Los arreglos florales delMusikverein
Entre 1980 y 2013 las flores que decoraron la sala de conciertos del Musikverein fueron un regalo anual de la ciudad de San Remo (Liguria, Italia). En 2014 las flores fueron proporcionadas por la propia Filarmónica de Viena y desde 2015 los arreglos se realizan por floristas austriacos en colaboración con el departamento de Parques y Jardines de Viena (Wiener Stadtgärten).

## Otros conciertos de Año Nuevo en Viena
La Wiener Hofburg Orchester organiza sus conciertos tradicionales de Nochevieja y Año Nuevo el 31 de diciembre y 1 de enero en los fastuosos salones del Wiener Hofburg.
El programa está compuesto por las melodías más famosas de las operetas y valses de Johann Strauss (hijo), Emmerich Kalman, Franz Lehár y arias operísticas de Wolfgang Amadeus Mozart.